# Tom Thompson
Thomas Norman Thompson (conocido como Tom Thompson en su país y como Mister Thompson en España) inglés de nacimiento y que ha pasado a la historia del Real Murcia por haber sido el primer futbolista extranjero que jugó en sus filas, además del primer entrenador de la historia del club grana.
Thompson, quien había militado durante la mayor parte de su carrera deportiva en un club de la Tercera División inglesa, llegó a Murcia por motivos de negocios y permaneció en esta ciudad desde noviembre de 1924 hasta febrero de 1925. 
En este breve lapso de tiempo tuvo la oportunidad de formar parte de la alineación histórica que el 25 de diciembre de 1924 se enfrentó al Martinenc en el partido de inauguración de La Condomina.

## Su etapa en Inglaterra
Thomas Norman Thompson nació en Seaham Harbour (una localidad costera inglesa situada a seis millas de Sunderland) en 1894. A los 19 años pasó a formar parte del Seaham Bible Club, un equipo de su localidad de nacimiento que participaba en competiciones no federadas. 
Sus buenas actuaciones le permitieron fichar la temporada siguiente por el Seaham Albion, el club más importante de su ciudad.
La progresión de Thompson se vio frenada en seco por el estallido de la Primera Guerra Mundial que obligó a paralizar la actividad futbolística en Inglaterra durante cinco años. Una vez finalizada la contienda bélica firmó por el Sunderland, equipo que militaba en Primera División. Sin embargo, no llegó a debutar en competición oficial.
En 1920 se fundaría la Tercera División en Inglaterra. El 8 de enero de ese año Thompson se marchó al Gillingham, uno de los clubes integrantes de esta nueva categoría. La temporada 20/21 fue la más completa en la carrera futbolística de este jugador, pues actuando como centro campista izquierdo disputó 37 partidos oficiales, aunque no pudo evitar que su equipo acabara la liga en última posición.
En la campaña siguiente se produjo una reestructuración en Tercera División, tras la cual esta categoría pasó a estar compuesta por dos grupos. El Gillingham quedó integrado en el Grupo Sur en el que completó tres discretas temporadas en los últimos tres años en los que Thompson militó en sus filas.
En 1924 el jugador abandonó el equipo y fichó por un club no federado, el Guildford United. Thompson, consciente de que su etapa como futbolista tocaba a su fin, se introdujo en la actividad comercial. Es esta nueva labor fue la que propició su traslado temporal hasta Murcia, ciudad a la que llegó a finales de 1924.

## Entrenador del Real Murcia
La directiva murcianista pensó que por su experiencia y procedencia sería la persona idónea para entrenar al equipo. Por tanto, Thompson compaginó el puesto de entrenador con el de jugador, pero el inglés, que cinco años antes había formado parte de la plantilla de un equipo de Primera División, no respondió a las expectativas que había causado su fichaje. Como jugador dejó destellos intermitentes de su supuesta calidad, aunque fue muy discutido por su indolencia sobre el terreno de juego.
Su fichaje fue recibido con expectación e ilusión en tierras murcianas. El primer partido donde realizó sus actividades de entrenador tuvo lugar el 23 de noviembre y enfrentó al Real Murcia contra el Deportivo Murciano. En dicho partido fue expulsado por tener una discusión con el colegiado, Nicolás Ortega Lorca.
El 7 de diciembre se produjo su debut como jugador pimentonero. Ese día, se enfrentaron el equipo murciano contra el Natación de Alicante. Durante su estancia en Murcia, Thompson jugó como delantero centro, a diferencia de su carrera en Inglaterra, donde jugaba como centrocampista izquierdo.
Este partido pasó a la historia del Real Murcia por dos causas principales: fue el último partido del Real Murcia en el ya mítico campo de Torre de la marquesa, y por haber sido el primero en el que el Real Murcia alineaba a un jugador no español de su historia.
El 25 de diciembre de 1924 se jugaría el partido inaugural del Estadio La condomina que enfrentaría al Real Murcia con el Martinec, cuyo resultado fue un 3-1. hompson participó en el primer gol de la historia del recinto deportivo, pues suyo fue el pase a Ariño que propició el tanto de este jugador. 
El 4 de enero de 1925, Thompson lograría el primer y único gol con la camiseta grana: Fue un partido entre Real Murcia y el Gracia de Barcelona, club que al igual que el Martinenc formaba parte de los ocho conjuntos que competían en la máxima categoría del fútbol regional catalán. Thompson anotó el primer gol del partido tras recibir un pase de Servet que lo dejó en una posición ventajosa ante el guardameta Soler al que batió de un certero disparo. El Real Murcia obtuvo la victoria por 3-2.
En el mes de febrero (cuando más arreciaban las críticas hacia su juego) Thompson abandonó Murcia para regresar a su país, toda vez que ya había finalizado la labor comercial que vino a desempeñar a esta ciudad, dejando para siempre su labor deportiva.
- Datos: Q6148208